# 刘黄老
刘黄老（？—？），彭城郡彭城县丛亭里（今江苏省徐州市）人，东晋官员。刘讷之孙刘劭的族子。
晋孝武帝太元年间，刘黄老官至尚书郎，有义学，注解《慎子》（慎到）、《老子》（老子），当时都属于传世之书。